# Torvilliers
 Torvilliers  es una población y comuna francesa, en la región de Champaña-Ardenas, departamento de Aube, en el distrito de Troyes y cantón de Sainte-Savine.

## Demografía
| 333 | 343 | 495 | 589 | 767 | 766 |
| Para los censos de 1962 a 1999 la población legal corresponde a la población sin duplicidades (Fuente: INSEE [Consultar]) |     |     |     |     |     |